# Metriocnemus hirticollis
Metriocnemus hirticollis är en tvåvingeart som först beskrevs av Rasmus Carl Staeger 1839.  Metriocnemus hirticollis ingår i släktet Metriocnemus och familjen fjädermyggor. Inga underarter finns listade i Catalogue of Life.